# Brian Teacher
Brian David Teacher (San Diego, 23 de desembre de 1954) és un extennista i entrenador estatunidenc. Va arribar al número 7 del rànquing individual de l'ATP el 1981. El seu palmarès està format per vuit títols individuals i setze de dobles, destacant el títol de Grand Slam a l'Open d'Austràlia 1980.

## Torneigs de Grand Slam

### Individual: 1 (1−0)
| Resultat  | Núm. | Any  | Torneig          | Oponent     | Marcador         |
| --------- | ---- | ---- | ---------------- | ----------- | ---------------- |
| Guanyador | 1.   | 1980 | Open d'Austràlia | Kim Warwick | 7−5, 7−6(4), 6−2 |

## Biografia
El 1979 es va casar amb Kathy May, que també fou tennista del Top 10 i era descendent de David May, fundador de l'empresa Macy's, Inc., però posteriorment es van divorciar. La parella té dos fills.
Després de la seva retirada va iniciar la seva carrera com a entrenador tan masculí com femení. Entre els tennistes que va entrenar destaquen Marissa Irvin, Andre Agassi, Greg Rusedski, Jim Grabb, Richey Renenberg, Daniel Nestor i Max Mirnyi. Actualment dirigeix la seva pròpia acadèmia de tennis anomenada Brian Teacher Tennis Academy a South Pasadena.

## Palmarès: 24 (8−16)

### Individual: 23 (8−15)
| Resultat  | Núm. | Data                   | Torneig                     | Superfície   | Oponent         | Marcador                |
| --------- | ---- | ---------------------- | --------------------------- | ------------ | --------------- | ----------------------- |
| Finalista | 1.   | 13 de setembre de 1976 | Newport, Estats Units       | Gespa        | Vijay Amritraj  | 3−6, 6−4, 3−6, 1−6      |
| Finalista | 2.   | 10 de gener de 1977    | Adelaida, Austràlia         | Gespa        | Victor Amaya    | 1−6, 4−6                |
| Guanyador | 1.   | 4 d'abril de 1977      | Jackson, Estats Units       | Moqueta      | Bill Scanlon    | 6−3, 6−3                |
| Finalista | 3.   | 12 de desembre de 1977 | Sydney, Austràlia           | Gespa        | Roscoe Tanner   | 3−6, 6−3, 3−6, 7−6, 4−6 |
| Finalista | 4.   | 30 d'octubre de 1978   | Tòquio, Japó                | Moqueta      | Björn Borg      | 3−6, 4−6                |
| Guanyador | 2.   | 13 de novembre de 1978 | Taipei, Taiwan              | Moqueta      | Tom Gorman      | 6−3, 6−3, 6−3           |
| Guanyador | 3.   | 9 de juliol de 1979    | Newport                     | Gespa        | Stan Smith      | 1−6, 6−3, 6−4           |
| Finalista | 5.   | 14 d'abril de 1980     | Los Angeles, Estats Units   | Dura         | Gene Mayer      | 3−6, 2−6                |
| Finalista | 6.   | 3 de novembre de 1980  | Hong Kong, Hong Kong        | Dura         | Ivan Lendl      | 7−5, 6−7, 3−6           |
| Finalista | 7.   | 10 de novembre de 1980 | Taipei                      | Moqueta      | Ivan Lendl      | 7−6, 3−6, 3−6, 6−7      |
| Finalista | 8.   | 17 de novembre de 1980 | Bangkok, Tailàndia          | Moqueta      | Vijay Amritraj  | 3−6, 5−7                |
| Finalista | 9.   | 15 de desembre de 1980 | Sydney (2)                  | Gespa        | Fritz Buehning  | 3−6, 7−6, 6−7           |
| Guanyador | 4.   | 24 de novembre de 1980 | Open d'Austràlia, Austràlia | Gespa        | Kim Warwick     | 7−5, 7−6, 6−2           |
| Guanyador | 5.   | 3 d'agost de 1981      | Columbus, Estats Units      | Dura         | John Austin     | 6−3, 6−2                |
| Finalista | 10.  | 21 de setembre de 1981 | San Francisco, Estats Units | Moqueta      | Eliot Teltscher | 3−6, 6−7                |
| Finalista | 11.  | 27 de setembre de 1982 | Maui, Estats Units          | Dura         | John Fitzgerald | 2−6, 3−6                |
| Guanyador | 6.   | 15 de novembre de 1982 | Dortmund, Alemanya          | Moqueta      | Wojtek Fibak    | 6−7, 6−4, 6−4, 2−6, 6−4 |
| Guanyador | 7.   | 14 de març de 1983     | Múnic, Alemanya             | Moqueta      | Mark Dickson    | 1−6, 6−4, 6−2, 6−3      |
| Guanyador | 8.   | 1 d'agost de 1983      | Columbus (2)                | Dura         | Bill Scanlon    | 7−6, 6−4                |
| Finalista | 12.  | 12 de setembre de 1983 | Dallas, Estats Units        | Dura         | Andrés Gómez    | 7−6, 1−6, 1−6           |
| Finalista | 13.  | 18 de juny de 1984     | Bristol, Regne Unit         | Gespa        | Johan Kriek     | 7−6, 6−7, 4−6           |
| Finalista | 14.  | 9 de juliol de 1984    | Gstaad, Suïssa              | Terra batuda | Joakim Nyström  | 4−6, 2−6                |
| Finalista | 15.  | 22 de juliol de 1985   | Livingston, Estats Units    | Dura         | Brad Gilbert    | 6−7, 4−6                |

### Dobles: 23 (16−7)
| Resultat  | Núm. | Data                   | Torneig                     | Superfície   | Parella          | Oponents                       | Marcador           |
| --------- | ---- | ---------------------- | --------------------------- | ------------ | ---------------- | ------------------------------ | ------------------ |
| Guanyador | 1.   | 2 d'agost de 1976      | Columbus, Estats Units      | Dura         | William Brown    | Fred McNair Sherwood Stewart   | 6−3, 6−4           |
| Finalista | 1.   | 27 de febrer de 1978   | Miami, Estats Units         | Terra batuda | Bob Carmichael   | Tom Gullikson Gene Mayer       | 6−7, 3−6           |
| Guanyador | 2.   | 20 de novembre de 1978 | Manila, Filipines           | Terra batuda | Sherwood Stewart | Ross Case Chris Kachel         | 6−3, 7−6           |
| Finalista | 2.   | 12 de març de 1979     | Washington DC, Estats Units | Moqueta      | Bob Carmichael   | Robert Lutz Stan Smith         | 4−6, 5−7, 6−3, 6−7 |
| Finalista | 3.   | 26 de març de 1979     | Stuttgart, Alemanya         | Dura (i)     | Bob Carmichael   | Wojtek Fibak Tom Okker         | 3−6, 7−5, 6−7      |
| Guanyador | 3.   | 3 de març de 1980      | Washington DC               | Moqueta      | Ferdi Taygan     | Kevin Curren Steve Denton      | 4−6, 6−3, 7−6      |
| Finalista | 4.   | 10 de març de 1980     | Rotterdam, Països Baixos    | Moqueta      | Bill Scanlon     | Vijay Amritraj Stan Smith      | 4−6, 3−6           |
| Guanyador | 4.   | 14 d'abril de 1980     | Los Angeles, Estats Units   | Dura         | Butch Walts      | Anand Amritraj John Austin     | 6−2, 6−4           |
| Guanyador | 5.   | 11 d'agost de 1980     | Toronto, Canadà             | Dura         | Bruce Manson     | Heinz Günthardt Sandy Mayer    | 6−3, 3−6, 6−4      |
| Guanyador | 6.   | 18 d'agost de 1980     | Cincinnati, Estats Units    | Dura         | Bruce Manson     | Wojtek Fibak Ivan Lendl        | 6−7, 7−5, 6−4      |
| Finalista | 5.   | 3 de novembre de 1980  | Hong Kong, Hong Kong        | Dura         | Bruce Manson     | Peter Fleming Ferdi Taygan     | 5−7, 2−6           |
| Guanyador | 7.   | 10 de novembre de 1980 | Taipei, Taiwan              | Moqueta      | Bruce Manson     | John Austin Ferdi Taygan       | 6−4, 6−0           |
| Guanyador | 8.   | 17 de novembre de 1980 | Bangkok, Tailàndia          | Moqueta      | Ferdi Taygan     | Tom Okker Dick Stockton        | 7−6, 7−6           |
| Guanyador | 9.   | 16 de febrer de 1981   | La Quinta, Estats Units     | Dura         | Bruce Manson     | Terry Moor Eliot Teltscher     | 7−6, 6−2           |
| Guanyador | 10.  | 30 de març de 1981     | Frankfurt, Alemanya         | Moqueta      | Butch Walts      | Vitas Gerulaitis John McEnroe  | 7−5, 6−7, 7−5      |
| Guanyador | 11.  | 8 de juny de 1981      | Londres, Regne Unit         | Gespa        | Pat Du Pré       | Kevin Curren Steve Denton      | 3−6, 7−6, 11−9     |
| Guanyador | 12.  | 3 d'agost de 1981      | Columbus (2)                | Dura         | Bruce Manson     | Anand Amritraj Vijay Amritraj  | 6−1, 6−1           |
| Finalista | 6.   | 12 d'abril de 1982     | Los Angeles                 | Dura         | Bruce Manson     | Sherwood Stewart Ferdi Taygan  | 1−6, 7−6, 3−6      |
| Guanyador | 13.  | 12 de juliol de 1982   | Stuttgart                   | Terra batuda | Mark Edmondson   | Andreas Maurer Wolfgang Popp   | 6−3, 6−1           |
| Guanyador | 14.  | 20 de setembre de 1982 | San Francisco, Estats Units | Moqueta      | Fritz Buehning   | Marty Davis Chris Dunk         | 6−7, 6−2, 7−5      |
| Finalista | 7.   | 7 de febrer de 1983    | Richmond, Estats Units      | Moqueta      | Fritz Buehning   | Pavel Složil Tomáš Šmíd        | 2−6, 4−6           |
| Guanyador | 15.  | 1 d'agost de 1983      | Columbus (3)                | Dura         | Scott Davis      | Anand Amritraj John Fitzgerald | 6−1, 4−6, 7−6      |
| Guanyador | 16.  | 21 de novembre de 1983 | Johannesburg, Sud-àfrica    | Dura         | Steve Meister    | Andrés Gómez Sherwood Stewart  | 6−7, 7−6, 6−2      |

## Trajectòria

### Individual
| Open d'Austràlia | A  | A  | A  | A  | 1R | A  | A  | G  | A  | QF | 3R | 3R | A  | A  | 1 / 5  | 15 − 4  |
| Roland Garros | A  | A  | A  | A  | 2R | 3R | 2R | A  | A  | A  | A  | A  | A  | A  | 0 / 3  | 4 − 3   |
| Wimbledon | A  | A  | A  | 2R | 1R | 2R | 4R | 3R | 2R | QF | 3R | 1R | 1R | 2R | 0 / 11 | 15 − 11 |
| US Open | 2R | 3R | 1R | 1R | 2R | 4R | 1R | 4R | 2R | 2R | 1R | 1R | 3R | 1R | 0 / 14 | 14 − 14 |
| Llegenda: G: Guanyador; F: Finalista; SF: Semifinalista; QF: Quarts de final; Q: Qualificació; A: Absent; RR: Round Robin; |    |    |    |    |    |    |    |    |    |    |    |    |    |    |        |         |